# 공대생 너무만화
《공대생 너무만화》는 최삡뺩 작가가 네이버 만화에서 매주 금요일에 연재한 대한민국의 웹툰이다.

## 줄거리
평범한(?) 문과생, 공대생이 되다 최삡뺩 작가의 신작

## 등장인물
- 강지우
- 한수연
- 한주연
- 박용현
- 선마리
- 이원소
- 류서준
- 이혜라
- 효모
- 저항
- 강지수(지우의 쌍둥이(?)언니)